# Oxytauchira
Oxytauchira is een geslacht van rechtvleugeligen uit de familie veldsprinkhanen (Acrididae). De wetenschappelijke naam van dit geslacht is voor het eerst geldig gepubliceerd in 1941 door Ramme.

## Soorten
Het geslacht Oxytauchira omvat de volgende soorten:
- Oxytauchira aspinosa Ingrisch, 1989
- Oxytauchira aurora Brunner von Wattenwyl, 1893
- Oxytauchira bilobata Ingrisch, 1989
- Oxytauchira brachyptera Zheng, 1981
- Oxytauchira elegans Willemse, 1965
- Oxytauchira gracilis Willemse, 1931
- Oxytauchira jaintia Ingrisch, Willemse & Shishodia, 2004
- Oxytauchira oxyelegans Otte, 1995